# Udice
Udice est une association d'universités françaises formée le 16 juin 2020 regroupant en 2024 treize universités françaises, présidée par Nathalie Drach-Temam depuis le 5 mars 2025. Neuf d'entre elles ont obtenu des financements du programme des investissements d'avenir au titre des « initiatives d'excellence ».

## Histoire
Le 1er octobre 2020, les dix présidents d'universités de recherche françaises annoncent en conférence de presse la création de l'association Udice, réunissant quatre universités parisiennes, Sorbonne Université, l'université Paris-Cité, l'université Paris-Saclay et l'université PSL (Paris Sciences et Lettres) ainsi que Aix-Marseille Université, l'université Claude Bernard Lyon 1, l'université Côte d'Azur, l'université de Bordeaux, l'université de Strasbourg et l'université Grenoble-Alpes,. Des modèles d'organisation similaires existent dans la plupart des grands pays européens. Ils servent l'attractivité des universités nationales et jouent un rôle d'intégration des missions de recherche, de formation et d'innovation.
Le 19 juin 2024, l'alliance a été élargie à trois nouveaux membres: l'Université de Lorraine, l'Université de Montpellier et l'Institut Polytechnique de Paris.
Udice est membre fondateur du groupement d'intérêt scientifique, GIS 3R, pour toutes les questions scientifiques relatives aux 3R (utilisation responsable des animaux à des fins scientifiques. 3R signifie "réduire, remplacer, raffiner"), et membre observateur à sa création de l'EOSC (European open science cloud), sur le partage de données ouvertes en recherche.

## Contribution économique
Selon une étude du cabinet britannique Biggar economics, réalisée à la demande de Udice, ces dix universités contribuent à l'économie à hauteur de 40 milliards d'euros de valeur ajoutée et à plus de 380 000 emplois,.

## Activités
En novembre 2021, Udice signe une convention de coopération avec Bpi France. L'objectif est d'amplifier la création de startups Deeptech issues des laboratoires de recherche. Le plan Deeptech opéré par Bpi France vise 500 startups Deeptech par an en 2030.
En mars 2022, Udice organise un premier forum à Marseille, intitulé "Les universités de recherche, moteur d'une Europe des sciences".

## Prises de positions
En mars 2020, Les présidents des universités membres de Udice alertent les médias sur la condition étudiante pendant la pandémie.
En mars 2022, Udice a proposé six chantiers pour mener à terme la transformation de l'enseignement supérieur, de la recherche et de l'innovation (ESRI). Ils s'inscrivent dans la prolongation de la loi relative aux libertés et responsabilités des universités.

## Liste des membres

### Universités fondatrices
- Aix-Marseille Université (AMU)
- Sorbonne Université
- Université Claude Bernard Lyon 1
- Université Côte d'Azur (UCA)
- Université de Bordeaux
- Université Paris-Cité
- Université de Strasbourg (Unistra)
- Université Grenoble-Alpes (UGA)
  - et ses établissements-composantes :
  - Institut polytechnique de Grenoble (Grenoble INP)
  - École nationale supérieure d'architecture de Grenoble
  - Institut d'études politiques de Grenoble (Sciences Po Grenoble)
- Université Paris-Saclay
  - et ses établissements-composantes :
  - CentraleSupélec
  - École normale supérieure Paris-Saclay
  - Institut d'optique Graduate School
  - AgroParisTech
  - ainsi que ses membres-associés :
  - Université de Versailles-Saint-Quentin-en-Yvelines (UVSQ)
  - Université d'Évry-Val-d'Essonne
- Université Paris Sciences et Lettres (PSL)
  - et ses établissements-composantes :
  - École nationale supérieure de chimie de Paris (Chimie ParisTech)
  - Conservatoire national supérieur d'art dramatique (CNSAD)
  - École nationale des chartes
  - École normale supérieure (ENS)
  - École pratique des hautes études (EPHE)
  - École supérieure de physique et de chimie industrielles de la ville de Paris (ESPCI)
  - École nationale supérieure des mines de Paris (Mines Paris)
  - Observatoire de Paris
  - Université Paris-Dauphine

### Universités devenues membres
- Université de Lorraine (en 2024)
- Université de Montpellier (en 2024)
- Institut Polytechnique de Paris (en 2024)